# Паул Якоб фон Валдбург-Цайл
Паул Якоб фон Валдбург-Цайл (на немски: Paul Jacob von Waldburg-Zeil; * 18 януари 1624; † 24 март 1684, Илерайхен) е фрайхер на Валдбург и граф на Цайл, господар на Траухбург и имперски наследствен трушсес.

## Произход
Той е вторият син на фрайхер и граф Йохан Якоб I фон Валдбург-Цайл (1602 – 1674) и съпругата му графиня Йохана фон Волкенщайн-Тростбург († 1680), дъщеря на граф Кристоф Франц фон Волкенщайн-Тростбург (1567 – 1633) и графиня Мария фон Еберщайн в Ной-Еберщайн. Брат е на Йохан Фробен Игнац фон Валдбург-Цайл (1631 – 1693), домхер в Аугсбург (1649), Айхщет (1651), и на Себастиан Вунибалд фон Валдбург-Цайл (1636 – 1700), граф на Валдбург-Цайл в Марщетен.

## Фамилия
Паул Якоб фон Валдбург-Цайл се жени в Париж на 26 януари 1557 г. за графиня Амалия Луция ван ден Бергх (* 25 април 1633; † 15 март 1711, Бос), дъщеря на граф Хендрик ван ден Бергх (1573 – 1638) и графиня Хиеронима Катарина фон Шпаур и Флавон († 1683). Те имат децата:
- Йохана Катарина фон Валдбург-Цайл (* 22 май 1658; † 10 февруари 1732), наследствена имперска тришеш, омъжена на 12 януари 1679 г. в Цайл за граф Йохан Рудолф Фугер фон Кирхберг-Вайсенхорн (* 22 май 1658; † 14 февруари 1693)
- Франциска Изабела Елизабет фон Валдбург-Цайл (* 9 април 1659; † 7 февруари 1689), омъжена 14/15 юли 1685 г. за граф Франц Парис фон Шпаур и Флавон († 26 април 1718)
- Йохан Кристоф фон Валдбург-Цайл-Траухбург (* 19 юни 1660; † 14 февруари 1720), фрайхер на Валдбург, граф на Цайл и господар на Траухбург, женен на 5 август 1685 г. в Шомбург, Донаукрайз, за графиня Мария Франциска Елизабет фон Монфор (* 13 януари 1668; † 21 август 1726), дъщеря на граф Йохан VIII фон Монфор-Тетнанг и графиня Мария Катарина фон Зулц
- Моника фон Валдбург-Цайл (*/† 25 юни 1661)
- Якоб Хайнрих фон Валдбург-Цайл (* 10 ноември 1662; † 1 юни 1670)
- Йоханес Баптиста фон Валдбург-Цайл (* 10 юни 1664; † 1 юни 1670)
- Максимилиана фон Валдбург-Цайл (* 10 октомври 1665; † 12 ноември 1743)
- Мария Розина Амалия фон Валдбург-Цайл (* 12 ноември 1667; † 25 юли 1732)